# Набег на Инкоу
Набег на Инкоу — войсковая операция времен Русско-японской войны 1904—1905 годов. Рейд русской конницы в глубокий тыл противника.

## Предыстория
Зимой 1905 года исход Русско-японской войны был ещё не ясен, и противоборствующие стороны делали всё, чтобы склонить чашу весов в свою пользу. Сдача Порт-Артура самым кардинальным образом изменила военную обстановку в Маньчжурии. Теперь у японцев не было необходимости воевать на два фронта. Самая многочисленная из японских армий — 3-я генерал-полковника Ноги, чьи солдаты и офицеры были воодушевлены только что одержанной победой, спешно перебрасывалась из Квантуна по железной дороге в распоряжение маршала Ивао Оямы. Весь поток резервов, боеприпасов, провианта и военного имущества с Японских островов шёл только в Маньчжурию.

## Цель операции

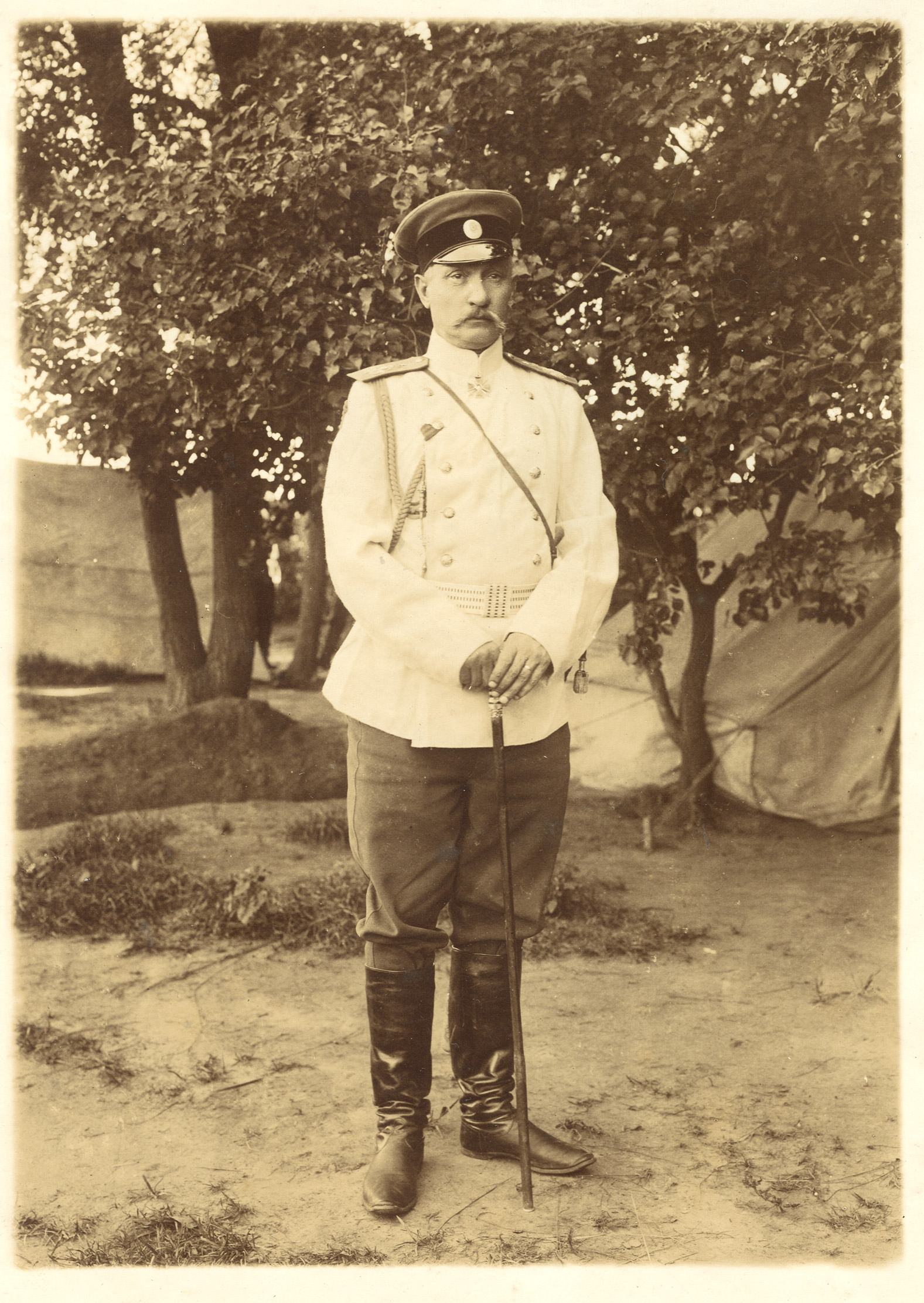
Павел Иванович Мищенко

Чтобы не допустить усиления японской армии на северном фронте, русское командование разработало план войсковой операции. В японский тыл был направлен сборный кавалерийский отряд под командованием генерала П. И. Мищенко с целью перерезать железнодорожное сообщение на участке Ляохэ — Порт-Артур и помешать переброске войск противника. Эта операция вошла в историю под названием «Набег на Инкоу».

## Ход операции

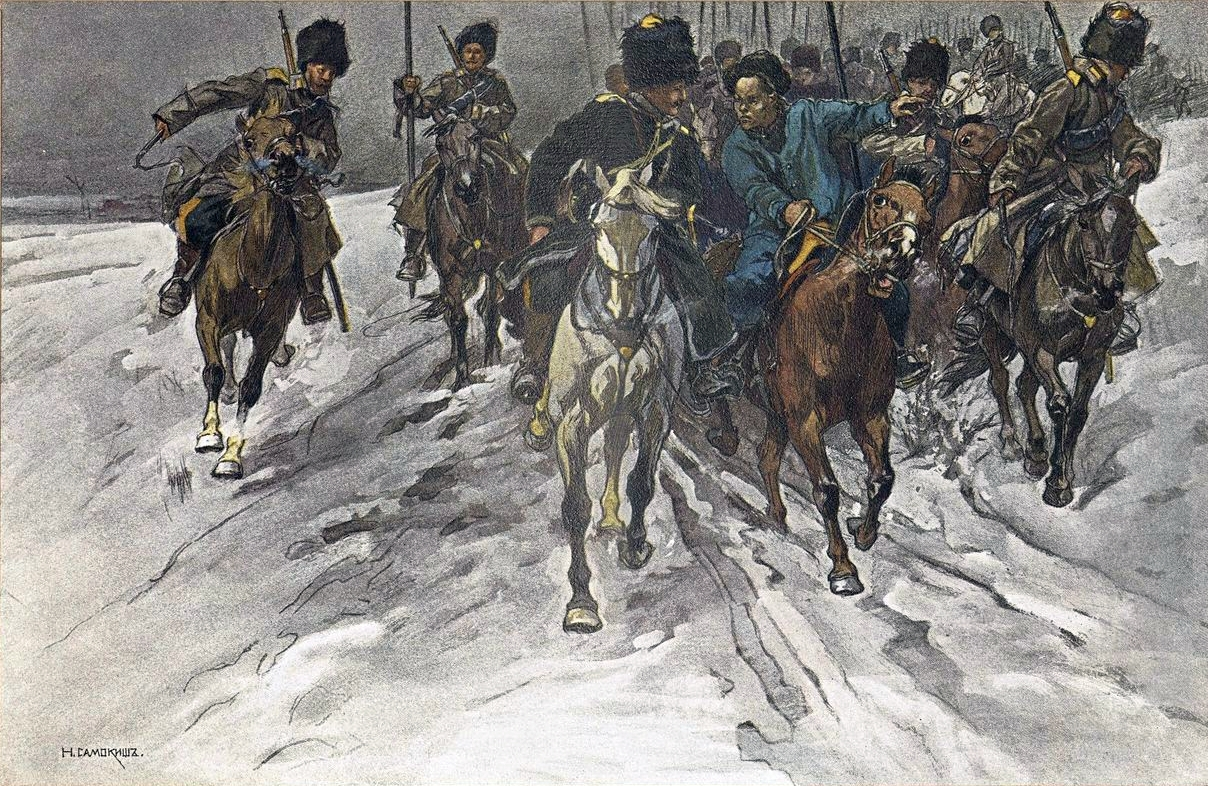
Николай Самокиш. «Из набега генерала Мищенко на Инкоу: отряд забайкальских казаков с переводчиком»

Отряд генерал-адъютанта П. И. Мищенко был сформирован из состава кавалерии всех трёх армий и насчитывал около 69 сотен и эскадронов, 4 конно-охотничьих команды с 22 орудиями и 4 вьючными пулемётами. В состав отряда вошли Урало-Забайкальская казачья дивизия, Кавказская конная бригада (перед этим одна сотня её Терско-Кубанского казачьего полка была расформирована из-за беспорядков), 4-я Донская казачья дивизия, Приморский драгунский полк, несколько конно-охотничьих команд сибирских стрелков, сборная сотня дивизиона разведчиков главнокомандующего, четыре полусотни конной пограничной стражи, конно-сапёрная команда. Артиллерия отряда состояла из двух забайкальских казачьих батарей, одной конной батареи и поршневой пешей полубатареи. Всего отряд насчитывал 7 с небольшим тысяч человек. Главной целью рейда было разрушение железной дороги, в том числе и железнодорожных мостов, на участке Ляоян — Ташичао — Дальний, чтобы затруднить переброску осадной 3-й японской армии из-под Порт-Артура.
Большое значение на результативность действий отряда наложило нарушение режима секретности.
27 декабря 1904 (9 января 1905) отряд Мищенко, разделённый на три колонны, выдвинулся из деревни Сыфонтай на юг по левому берегу Ляохэ. Японские шпионы из местного китайского населения посылали сигналы своему командованию путём зажигания огней.
Три главных фактора успеха кавалерийского рейда (скорость, связь, разведка) стали неразрешимой проблемой.
Несмотря на отдельные стычки с японскими разъездами и хунхузами, 29 декабря (11 января) отряд Мищенко достиг Инкоу. По сведениям лазутчиков, там «было сосредоточено запасов на 2, а то и на 20 млн рублей». Гарнизон японской станции составлял 1000 солдат, однако накануне атаки он был усилен до 1600 человек. Остановка конного корпуса в течение 3-4 часов у дер. Тахаукхен (в 11-12 км от Инкоу) была ничем не объяснима, давая японцам возможность укрепить станцию и подтянуть подкрепления.
Для атаки, назначенной на вечер 30 декабря 1904 (12 января 1905), выделялось 15 эскадронов и сотен под командованием полковника Хоранова (ок. 1500 бойцов), остальные находились в резерве. «Штурмовой колонне было послано приказание взорвать все что можно и уходить». Перед атакой русская конная артиллерия обстреляла Инкоу и подожгла многочисленные армейские склады, которые горели несколько суток. Однако пламя пожара осветило местность, и японцы повели по атакующей русской коннице прицельный огонь и отбили атаку. На помощь были выдвинуты эскадроны Нежинских драгун. Однако слабый, сборный отряд конницы, части которого не учились и не практиковались в наступлении спешенным боевым порядком, бросился в лоб на укрепившуюся и приготовившуюся к встрече пехоту и был отбит с большим уроном. Под пулемётным огнём японцев полегло до 200 казаков. Мищенко хотел повторить атаку в конном строю большими силами, но ему сообщили с линии дозоров, что на выручку гарнизона Инкоу спешит из близкого Ташичао большой японский отряд (5 батальонов).
31 декабря (13 января) русской коннице пришлось отступить от горящего во многих местах города Инкоу и начать через лёд Ляохе отход в расположение Маньчжурской армии. Маршал Ояма, обеспокоенный такой глубокой диверсией противника, начав маневрировать тыловыми войсками, пытался перехватить конный отряд генерала П. И. Мищенко. Во время отступления в деревне Синюпученза колонна Телешова была окружена японскими войсками. В последнем сражении отличились 24-й и 26-й донские полки, заставившие противника отступить. При этом арьергардном бое казаки потеряли 34 бойца. 2 (15) января конница вместе с остальными частями отряда вернулись в расположение русских войск.

## Итоги
Всего русские войска добились немалых успехов: разрушили железную дорогу, а также все большие склады в Инкоу и вернулись назад почти без потерь.
Главную цель рейда конный отряд не выполнил: разрушенное во многих местах железнодорожное полотно японские ремонтные бригады восстановили всего за 6 часов. Армия генерал-полковника Ноги, которая после овладения Порт-Артуром находилась в приподнятом боевом настроении, была беспрепятственно перевезена по железной дороге из Квантуна на поля Маньчжурии.
Железная дорога противника была повреждена крайне незначительно — около Хайчена в ночь на 29-е декабря (зарядом, положенным на путь, повреждены были два паровоза) и у Дашичао. Более значительные повреждения были произведены 30-го декабря на Инкоу-Дашичаоской ветке, где разъезду Кавказской конной бригады удалось взорвать железнодорожное полотно на довольно большом протяжении (в 5 местах) и этим организовать крушение паровоза, шедшего со скоростью около 100 км/ч; крушение усилило повреждение пути.

## След в искусстве
В 2000 году в «Парламентской газете» была опубликована песня «За рекой Ляохэ», которая, по утверждению автора статьи, была написана ещё в 1905 году по поводу набега на Инкоу.

## Интересные факты
Первым офицером, погибшим в ходе набега, стал французский лейтенант Бюртен, состоявший добровольцем в 1-м Верхнеудинском полку и убитый 28 декабря при атаке на ханшинный завод Сандакан.
По некоторым сведениям, в набеге на Инкоу участвовали будущий Маршал Советского Союза С. М. Будённый (26 казачий полк) и будущий президент Финляндии Карл Маннергейм.